# 凱爾西 (明尼蘇達州)
凱爾西是位於美國明尼蘇達州聖路易斯縣凱爾西鎮區的一個非建制地區。

## 歷史
凱爾西的郵局於1897年成立，其後於1988年停運。此地得名自鐵路公司老闆凱爾西·D·蔡斯（Kelsey D. Chase）。

## 地理
凱爾西所處的海拔為高於海平面397米（即1302英呎），而該地所採用的時區為UTC-6，即北美中部時區（CST）。同時該地設有夏令時間，為UTC-6調快一小時，即UTC-5（CDT）。